# Епархия Чулуканаса
 Епархия Чулуканаса  (лат. Dioecesis Chulucanensis) — епархия Римско-Католической церкви с центром в городе Чулуканас, Перу. Епархия Чулуканаса входит в митрополию Пьюры. Кафедральным собором епархии Чулуканаса является церковь Святого Семейства.

## История
4 марта 1964 года Римский папа Павел VI издал буллу «Venerabilis Frater», которой учредил территориальную прелатуру Чулуканаса, выделив её из епархии Пьюры. 12 декабря 1988 года территориальная прелатура Чулуканаса была преобразована в епархию.

## Ординарии епархии
- епископ Juan Conway McNabb (4.03.1964 — 28.10.2000)
- епископ Daniel Thomas Turley Murphy (28.10.2000 — по настоящее время)

## Источник
- Annuario Pontificio, Ватикан, 2007
- Булла Venerabilis Frater